# 317
Правління Костянтина Великого у Римській імперії. У Китаї править династія династія Цзінь, в Японії триває період Ямато. У Персії править династія Сассанідів.
На території лісостепової України Черняхівська культура. У Північному Причорномор'ї готи й сармати.

## Події
- Утворення династії Східна Цзінь
- Імператори Костянтин Великий та Ліциній надають титули августів своїм синам Кріспу, Костянтину та Ліцинію II.
- Ліциній визнає Костянтина Великого верховним імператором і страчує Валерія Валента.
- Битва при Мардії

## Народились
- Констанцій II, майбутній імператор.
- Мартін Турський

## Померли
- Валерій Валент